# سعدات الله خان الأول
سعدات الله خان الأول كان نواب كارناتيك (حكم من 1710 إلى 1732). كان مغامرًا من كونكان في ماهاراشترا.

## الحياة
وُلِد لمحمد علي في بيجابور، لعائلة محترمة من المسلمين الناويات الكونكانيين، الذين سكنوا ساحل كونكان منذ القرن الرابع عشر. كان محمد سيد آخر حاكم مغولي عُين نوابًا لكارناتيك بلقب سعدت الله خان الأول ونقل عاصمته من جينجي إلى أركوت. ومثل أسلافه، كان يتمتع أيضًا بالسيطرة على جميع أراضي الإمبراطور في الجنوب. كما حمل مساهماته إلى أبواب سريرانجاباتنام [الإنجليزية] وجمع "بيشكاش" أو الجزية من حكامها.
في عام 1711، بدأ يطالب بالقرى الخمس التي مُنحت في عام 1708 لشركة الهند الشرقية على أساس عدم كفاية المنح. قاوم الإنجليز بل واستعدوا للحرب. وطالب سعدات الله خان إيغمور [الإنجليزية] وتوندياربيت [الإنجليزية] وبوراساوالكام [الإنجليزية] أيضًا. ولكن تم تسوية الأمر وديًا بفضل المساعي الحميدة التي بذلها سونكوراما وراياسام بابايا، التجار الرئيسون في الشركة.
بعد وفاة أورونجازيب، بسبب عدم قدرة خليفته، أصبحت السيطرة على دلهي ضعيفة. لأنه لم يكن لديه أطفال، تبنى سعدات الله خان ابن شقيقه دوست علي خان (ابن غلام علي خان [الإنجليزية])، ورشحه خلفًا له. وقد حصل على موافقة خاصة من سلطان مغول الهند على هذه الخطوة حتى دون أن ينقل رغبته إلى نظام الدكن.
ورغم أن النظام ادعى السيادة على النواب، إلا أن سيطرته أصبحت ضعيفة للغاية ولم يتمكن من منع منصب النواب من أن يصبح وراثيًا، لذا فقد قصر نفسه بحكمة على المطالبة بحق إعطاء موافقته الرسمية على تعيينهم. وهكذا أصبح سعدت الله خان حاكمًا كبيرًا ومستقلًا لمنطقة كارناتيك الممتدة من نهر جوديكام في الشمال إلى حدود ترافنكور في الجنوب والمحاطة بين جبال جاتس الشرقية والبحر.
حصل الحاكم عليه في عام 1717 على الفرمان الخاص بتيروفوتيور [الإنجليزية] وساتانغادو وكاثيوكام وفيساربادي ونونغامباكام [الإنجليزية].

## الألقاب التي حصل عليها
- ديوان تحت قيادة نواب داود خان.

| سبقه داود خان باني | نواب كرناتيك 1710 –1732 | تبعه دوست علي خان |

## طالع أيضًا
- نواب أركوت